# 赤道原則
赤道原則（英語：Equator Principles），是一套由金融機構採用以控管風險的框架，用以決定、評估、管理一項專案融資的社會與環境風險。
該原則旨在提供盡責調查的最低標準，與確保負責任的決策。

## 歷史
2003年6月，基於國際金融公司建立的既存規範上，赤道原則成形。
2006年7月，經修訂的第二版赤道原則發布。2013年6月4日，第三版赤道原則發布。2020年7月，第四版赤道原則發布。
赤道原則，針對全球範圍內各行業，與四項金融產品：
1. 項目融資的諮詢服務
2. 項目融資
3. 相關項目的企業貸款
4. 過渡性貸款。

原則適用的範圍與標準等相關細節，可見於赤道原則的「範圍」一節。
赤道原則，極大地提高了重視各地社會及社群的標準和責任，包含針對原住民、勞工及與受影響當地社群協商的強健原則。多邊開發銀行，包括歐洲復興開發銀行、基於OECD的出口信用保險機構等借鑒赤道原則，建立相似的標準。

## 成員與報告
2021年3月為止，37個國家中的116家金融機構已正式採納赤道原則，覆蓋新興市場與已開發市場等國際市場上絕大多數的融資項目。

## 原則
1. 回顧與分級
2. 環境和社會評估
3. 適用的環境和社會標準
4. 環境與社會管理體系和赤道原則的行動計劃
5. 利益相關者參與
6. 投訴機制
7. 獨立審查
8. 公約
9. 獨立監測和報告
10. 報告和透明度

## 批評
針對赤道原則的一項批評是，原則未造成甚麼改變。2004年的巴庫-第比利斯-傑伊漢管線案中，該管線由八家遵守赤道原則的銀行和國際金融公司（IFC）共同出資。然而，一非政府組織（NGO）評估該計畫，卻發現127處瑕疵。另一方面，銀行和國際金融公司表示有遵守赤道原則，而一位獨立顧問證實此點。
2016年北达科他州反对输油管道事件中，投資者知道融資給北達科他州輸油管道的17銀行中，有13家簽署了赤道原則。然而，若輸油管道發生意外漏油，而汙染了密蘇里河與歐阿希湖，融資仍會繼續。

## 腳註
1. ↑  赤道原則文件（页面存档备份，存于）
2. ↑   （英语）.
3. ↑   (PDF). 2020-07  [2022-11-12]. （原始内容存档 (PDF)于2022-11-07） （英语）.
4. ↑  Wright, Christopher, and Alexis Rwabizambuga. "Institutional pressures, corporate reputation, and voluntary codes of conduct: An examination of the equator principles." Business and Society Review 111.1 (2006): 89-117.
5. ↑   (PDF).   [2007-05-26]. （原始内容 (PDF)存档于2007-09-26）.
6. ↑  .   [2014-01-07]. （原始内容存档于2012-11-27）.
7. ↑  . （原始内容存档于2007-10-07）.
8. ↑  .   [2022-11-12]. （原始内容存档于2020-08-13）.
9. ↑  .   [2022-11-12]. （原始内容存档于2022-11-12）.
10. ↑  .   [2022-11-12]. （原始内容存档于2022-12-14）.

## 另見
- 企業社會責任
- 道德金融（英语：Ethical banking）
- 道德性投資（英语：Ethical investing）
- 社會責任投資（英语：Socially responsible investing）
- 特殊目的實體（英语：Special purpose entity）

## 外部連結
- 赤道原則協會 （页面存档备份，存于）：赤道原則的官方網站
- www.BankTrack.org （页面存档备份，存于） NGO website with fact sheet on the Equator Principles and critical comments.
- www.BankTrack.org （页面存档备份，存于） BankTrack comments on revised Equator Principles, July 7, 2006.
- . （原始内容存档于2007-10-07）.
- . （原始内容存档于2014-10-30）.
- (PDF). （原始内容 (PDF)存档于2014-10-30）.